# Люксеър
Люксеър (Luxair Société Luxembourgeoise de Navigation Aérienne SA) e националната авиокомпания на Люксембург. Изпълнява полети до над 50 дестинации в Европа, Северна Африка, Средиземноморието и Близкия Изток, голяма част от които сезонно. Главната база на компанията е Международно летище Люксембург-Финдел.

## Флот
До март 2007 Люксеър разполага със следните въздухоплавателни средства:
- 1 Боинг 737 – 500
- 3 Боинг 737 – 700
- 2 Ембраер ЕРЖ 135ЛР
- 1 Ембраер ЕРЖ 145ЕП
- 7 Ембраер ЕРЖ 145ЛУ
- 2 Де Хавиланд Канада Даш 8 (поръчан е още един)

## Дестинации

### Европа
- Австрия
  - Виена
- България
  - Бургас сезонно
  - Варна сезонно
- Франция
  - Аячо сезонно
  - Бастия сезонно
  - Ница
  - Париж (Летище Шарл дю Гол)
- Германия
  - Берлин (Международно летище Тегел)
  - Франкфурт (Международно летище Франкфурт)
  - Мюнхен (Международно летище Мюнхен)
  - Саарбрюкен (Международно летище Саарбрюкен-Енсхайм)
- Гърция
  - Корфу сезонно
  - Кос сезонно
  - Родос сезонно
  - Ираклион сезонно
- Ирландия
  - Дъблин
- Италия
  - Бари сезонно
  - Каляри сезонно
  - Катания сезонно
  - Милано (Международно летище Малпенса)
  - Неапол сезонно
  - Римини сезонно
  - Рим (Международно летище Леонардо Да Винчи)
  - Торино (Международно летище Торино)
- Малта
  - Малта сезонно
- Португалия
  - Мадейра сезонно
  - Порто сезонно
- Испания
  - Аликанте сезонно
  - Барселона
  - Фуертевентура сезонно
  - Гран Канария сезонно
  - Ибиса сезонно
  - Херес де ла Фронтера сезонно
  - Лансароте сезонно
  - Мадрид
  - Малага сезонно
  - Палма де Майорка сезонно
  - Тенерифе (Летище Рейна София) сезонно
- Швейцария
  - Женева
- Турция
  - Анталия сезонно
- Великобритания
  - Лондон
    - (London City Airport)
    - (Хийтроу)

  - Манчестър (Летище Манчестър)

### Северна Африка
- Египет
  - Хургада сезонно
  - Шарм ел Шейх сезонно
- Мароко
  - Агадир сезонно
  - Маракеш сезонно
- Тунис
  - Джерба сезонно
  - Монастир сезонно